# Open di Zurigo 2003 - Doppio
Il doppio del torneo di tennis Open di Zurigo 2003, facente parte del WTA Tour 2003, ha avuto come vincitrici Kim Clijsters e Ai Sugiyama che hanno battuto in finale Virginia Ruano Pascual e Paola Suárez con il punteggio di 7–6(3), 6–2.

## Teste di serie
1. Kim Clijsters /  Ai Sugiyama (campionesse)
2. Virginia Ruano /  Paola Suárez (finale)

1. Lisa Raymond /  Rennae Stubbs (quarti di finale)
2. Cara Black /  Liezel Huber (semifinali)

## Tabellone

### Legenda
| - Q = Qualificato - WC = Wild card - LL = Lucky loser | - ALT = Alternate - SE = Special Exempt - PR = Protected Ranking | - w/o = Walkover - r = Ritirato - d = Squalificato |